# Leucomium debile
Leucomium debile là một loài Rêu trong họ Leucomiaceae. Loài này được (Sull.) Mitt. mô tả khoa học đầu tiên năm 1868.